# Jean-Baptiste Saint-Martin
Pour l’article homonyme, voir Saint-Martin.
Jean-Baptiste Saint-Martin, né le 5 mai 1840 à Pertuis (Vaucluse) et mort le 30 décembre 1926 à Avignon (Vaucluse), est un avocat, journaliste et homme politique français, radical socialiste puis boulangiste.

## Biographie

### Militant républicain sous le Second Empire
Né en 1840, Jean-Baptiste Saint-Martin réalise sa scolarité au lycée d'Avignon puis entame des études de droit. Devenu avocat à l'âge de 20 ans, il s'engage comme militant  républicain à la fin du Second Empire en devenant successivement le directeur du journal La Démocratie du Midi puis du Réveil du Midi et en entrant au conseil d'administration du journal Le Démocrate du Vaucluse, créé en 1868. Il fonde dans le même temps la « bibliothèque populaire de Pertuis », afin de développer l'instruction populaire et républicaine. Continuant son activité d'avocat dans les villes de Apt (Vaucluse) et d'Avignon,  il est élu conseiller général pour le canton de Pertuis à cinq reprises et devient vice-président du conseil général de Vaucluse. 

### Député sous la Troisième République
Élu député de l'arrondissement d'Avignon en février 1877 et opposé au gouvernement du monarchiste Albert de Broglie, il est l'un des signataires du manifeste des 363 visant à contester l'instauration de celui-ci à la présidence du Conseil. En 1880, il continue son œuvre d'éducation populaire en fondant le journal L'Ecole. Réélu en août 1881 et de nouveau présent sur la liste radicale au scrutin départemental de 1885, il rejoint le mouvement boulangiste et intègre le Comité républicain national du général Boulanger. Réélu à nouveau, il se compromet dans le scandale de Panama en 1892.
Il fut député de Vaucluse et de la Seine (1877-1893) et (1906-1910). Saint-Martin était également directeur de l'École des Beaux-Arts d'Avignon.

## Sources
- « Jean-Baptiste Saint-Martin », dans Adolphe Robert et Gaston Cougny, Dictionnaire des parlementaires français, Edgar Bourloton, 1889-1891 [détail de l’édition]

## Pour approfondir